# Traian (gmina w okręgu Aluta)
Traian – gmina w Rumunii, w okręgu Aluta. Obejmuje tylko jedną miejscowość Traian. W 2011 roku liczyła 3264 mieszkańców.